# Álvaro Alvedro
Álvaro Alvedro del Río (25 de agosto de 2005) es un deportista español que compite en remo. Ganó una medalla de bronce en el Campeonato Mundial de Remo en Sala de 2025, en la prueba de ligero 2000 m.

## Palmarés internacional
| Campeonato Mundial | Campeonato Mundial | Campeonato Mundial | Campeonato Mundial |
| Año                | Lugar              | Medalla            | Prueba             |
| ------------------ | ------------------ | ------------------ | ------------------ |
| 2025               | Sede virtual       | Medalla de bronce  | Ligero 2000 m      |